# Andrea Rabih
Andrea Paula Rabih (Buenos Aires, 11 de mayo de 1967-Buenos Aires, 10 de noviembre de 2001) fue una escritora y docente argentina. En el 2000, publicó su único libro, Cera negra, diez cuentos acerca de experiencias femeninas ambientadas en la década de los noventa, que fue elogiado por la crítica. Un año después, falleció prematuramente a causa de un melanoma. En el 2013, la editorial cordobesa Eduvim editó de manera póstuma su obra completa.

## Biografía
Andrea Paula Rabih nació el 11 de mayo de 1967 en la ciudad de Buenos Aires, Argentina. Estudió Medicina y Letras en la Universidad de Buenos Aires (UBA), donde impartió clases de español para extranjeros.
En la década de los ochenta, publicó poemas en antologías estudiantiles de la Facultad de Filosofía y Letras de la UBA, y participó en talleres literarios. En 1991, sus cuentos «La diferencia» y «Claramente dormida» obtuvieron el Primer Premio de la Bienal de Arte Joven. En 1994, su cuento «El polaquito» recibió la primera mención en el Concurso de Cuento Eva Perón.
En el 2000, publicó su primer libro, Cera negra, diez cuentos acerca de diferentes experiencias femeninas ambientadas en la década de los noventa. El texto la destacó entre los escritores de su generación y fue elogiado por la crítica, quien lo consideró como «el nacimiento de una narradora excepcional». Pedro B. Rey, para el diario La Nación, destacó su prosa «rápida, directa, condensada», y su «interesante uso de diálogos sin estilización».
El 10 de noviembre del 2001, Rabih falleció prematuramente a causa de un melanoma. En el momento de su fallecimiento, había finalizado la escritura de dos libros que, hasta su publicación, permanecieron inéditos: Melanoma, cuatro cuentos sobre la enfermedad que acabó con su vida, y Todos contentos, una novela corta acerca de un joven que adquiere rasgos asiáticos.
En el 2013, la editorial cordobesa Eduvim, en colaboración con el escritor Carlos Gamerro, editó ambos textos junto a Cera negra en un único tomo, que tituló Obra completa. En el 2014, el libro fue incorporado al proyecto alemán denominado «Mujeres escritoras argentinas» que desarrolló la Universidad Johannes Gutenberg de Maguncia.

## Vida personal
Rabih fue amiga de los escritores Hugo Correa Luna, Aníbal Jarkowski, Rubén Mira, Gabriela Lifshitz, Liliana Heer y Carlos Gamerro. Entre los autores que más admiró y que definieron su vocación, ella nombró a Jorge Luis Borges, Adolfo Bioy Casares, Roberto Arlt, Juan José Saer, Oliverio Girondo, Gabriel García Márquez, Gérard Genette, Charles Baudelaire, Franz Kafka, T. S. Eliot, Henry James, Raymond Chandler, Theodore Sturgeon y William Burroughs.
En 1991, conoció al escritor Sergio Olguín, con quien trabó una amistad y a quien ayudó en la corrección de su primer libro de cuentos, Las griegas (1999). En el 2001, al momento de su fallecimiento, se encontraba casada con Claudio Zlotnik. Tuvo un hijo llamado Mateo y una hermana llamada Luciana Rabih.

## Obra

### Narrativa
- Cera negra (2000, Simurg)
- Obra completa (2013, Eduvim)